# سيريل مونتفورت
سيريل مونتفورت (بالإنجليزية: Cyril Mountfort)‏ هو مهندس معماري نيوزيلندي، ولد في 5 أكتوبر 1853 في كرايستشرش في نيوزيلندا، وتوفي في 1 نوفمبر 1920.